# Dezhou
Dezhou, tidigare transkriberat Techow på den gamla kinesiska postkartan, är en stad i nordvästra Shandong i östra Kina. Den ligger omkring 76 kilometer norr om provinshuvudstaden Jinan öster om floden Wei vid gränsen till provinsen Hebei. Invånarantal är 360 981 (2002).

## Historia och näringar
Dezhou utgör ett centrum för transport på grund av sitt strategiska läge i mötet med den nordkinesiska slätten. Dezhou har ända sedan 600-talet varit ändhållplats för leveranser. Då den stora kanalen byggdes har dess inflytande ökat. Förr var staden en viktig samlingspunkt för taxering av spannmål från närliggande områden. Tidigt var Dezhous bördiga slätter kornbodar och staden blev befäst. I början av 1900-tal upplevde dock staden en nedgång, men genom järnvägsförbindelser återhämtade sig staden snabbt och blev ett viktigt centrum för handel med jordbruksprodukter. Den omgivande landsbygden är i dag känd för sina päron och vattenmeloner. Den nutida staden är centrum för små och medelstora företag med verksamhet inom jordbruk, men också inom textilindustri. Industrin omfattar sedan slutet av 1800-talet även maskinteknisk industri, då här producerades gevär och ammunition för den nordoceaniska armén. Staden är rik på kolfyndigheter och därför en ledande exportör av el i provinsen. Vidare har motorvägar byggts. Stadens nuvarande gräns fastställdes av Mingdynastin (1368–1644).

## Administrativ indelning
Prefekturen Dezhou är indelat i fyra stadsdistrikt, som innefattar de egentliga stadskärnan, samt två städer på häradsnivå och sju härad, som utgör prefekturens lantliga delar:

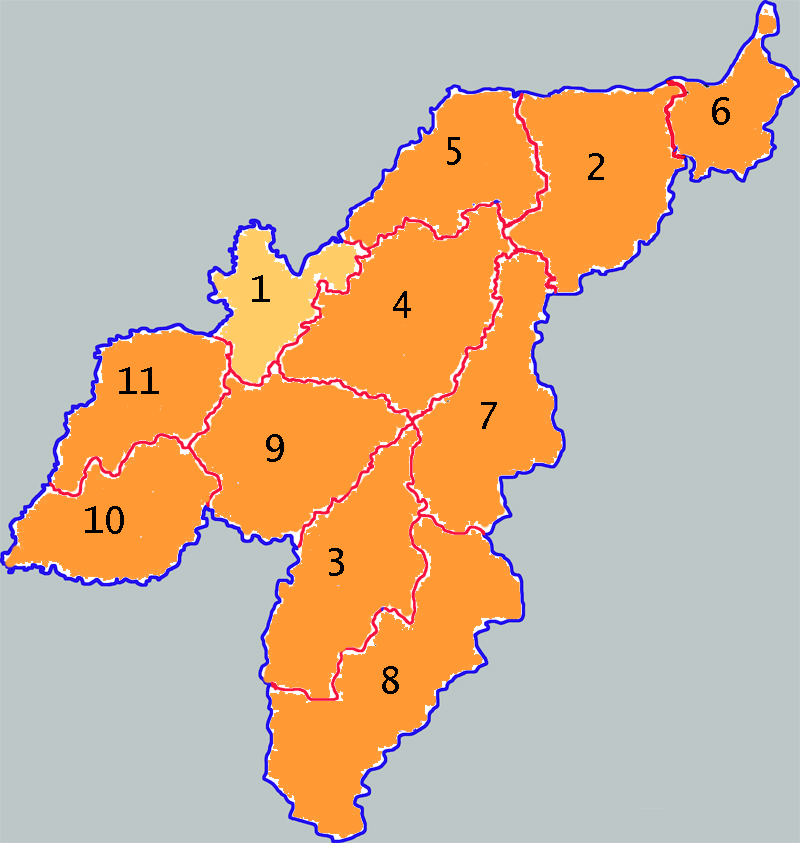

1. Stadsdistriktet Decheng (德城区), den ekonomiska utvecklingszonen Dezhou  (德州经济开发区) och den ekonomiska utvecklingszonen Dezhou Yunhe (德州运河经济开发区);
2. Staden Laoling (乐陵市);
3. Staden Yucheng (禹城市);
4. Stadsdistriktet  Lingcheng (陵城区);
5. Häradet Ningjin (宁津县);
6. Häradet Qingyun (庆云县);
7. Häradet Linyi (临邑县);
8. Häradet Qihe (齐河县);
9. Häradet Pingyuan (平原县);
10. Häradet Xiajin (夏津县);
11. Häradet Wucheng (武城县).

## Klimat
Genomsnittlig årsnederbörd är 770 millimeter. Den regnigaste månaden är juli, med i genomsnitt 304 mm nederbörd, och den torraste är januari, med 5 mm nederbörd.

### Fotnoter
1. ↑  ”NASA Earth Observations: Rainfall (1 month - TRMM)”. NASA/Tropical Rainfall Monitoring Mission. Arkiverad från originalet den 19 april 2019. https://web.archive.org/web/20190419091014/https://neo.sci.gsfc.nasa.gov/view.php?datasetId=TRMM_3B43M&year=2014. Läst 30 januari 2016.